# Wilhelm Bauer (historicus)
Wilhelm Bauer (Wenen, 31 mei 1877 - Linz, 23 november 1953) was een Oostenrijks historicus.
Hij doceerde van 1920 tot 1945 aan de Universiteit van Wenen. Hij was daarnaast ook de redacteur van het door het Institut für Österreichische Geschichtsforschung uitgegeven tijdschrift Mitteilungen des Instituts für Österreichische Geschichtsforschung.

## Belangrijkste werken
- Die Anfänge Ferdinands I., Wenen - Leipzig, 1907.
- Die öffentliche Meinung und ihre geschichtlichen Grundlagen. Ein Versuch, Tübingen, 1914.
- Einführung in das Studium der Geschichte, Tübingen, 19282. (eerste editie, 1921)

## Referentie
- art. Bauer, Wilhelm, in Österreich Lexikon Encyclopedia (1995).[dode link]